# Wyznaniowa księga metrykalna

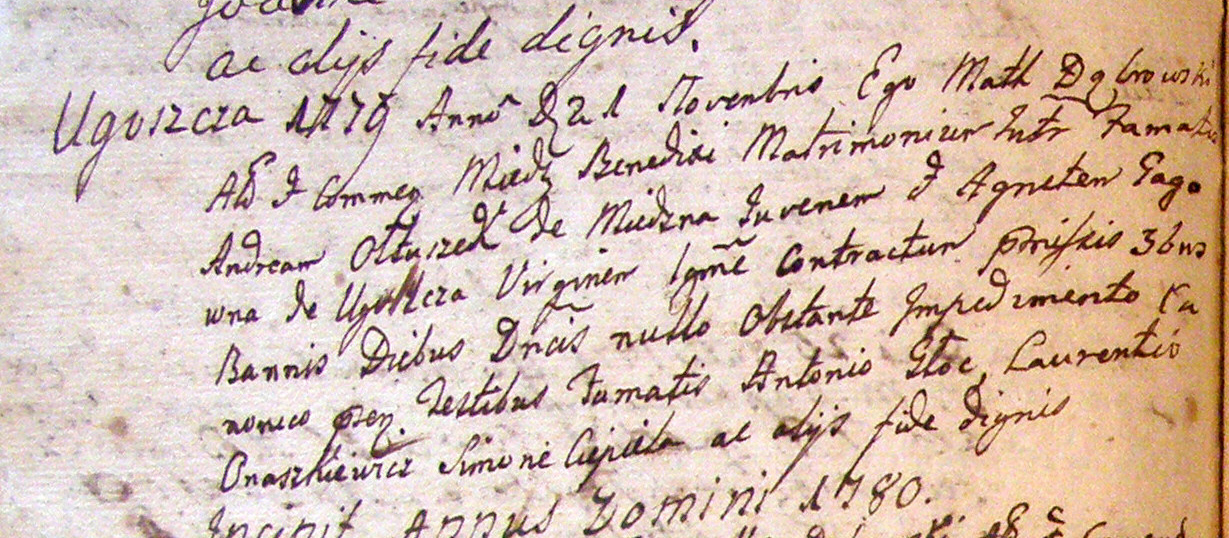
Liber Copulatorum, akt ślubu w księdze parafialnej kościoła rzymskokatolickiego z 1779 roku. Forma narracyjna.

Wyznaniowa księga metrykalna – rodzaj księgi parafialnej prowadzonej przez parafię lub inną jednostkę różnych kościołów w celu rejestracji chrztów, ślubów i zgonów lub innych zdarzeń istotnych w danym kościele. Obowiązek prowadzenia takich ksiąg wynika z prawa kanonicznego lub innego prawa wewnętrznego danego kościoła.
Księgi metrykalne mogą nosić różne nazwy, w szczególności są to:
- Księga Ochrzczonych (łac. Liber Baptizatorum) lub Księga Urodzonych (Liber Natorum)
- Księga Zaślubionych (Liber Matrimoniorum lub Liber Copulatorum)
- Księga Zmarłych (Liber Mortuorum lub Liber Defunctorum) albo Księga Pochowanych (Liber Sepultorum).

Inne rodzaje rejestrów (np. bierzmowanych, zapowiedzi przedślubnych) należą do ksiąg konsystorskich.

## Kościół rzymskokatolicki
Księgi metrykalne w Kościele rzymskokatolickim prowadzone są od XVI w. w wyniku uchwał podjętych na soborze trydenckim (1545–1563). Początkowo prowadzono księgi ochrzczonych i zaślubionych, później również zmarłych. Od 1607 roku, po obradach prowincjonalnego synodu Piotrkowskiego wprowadzono obowiązek prowadzenia przez proboszczów, prócz wymienionych rodzajów ksiąg metrykalnych, także księgi bierzmowanych oraz wykazu parafian (tzw. Status animarum).

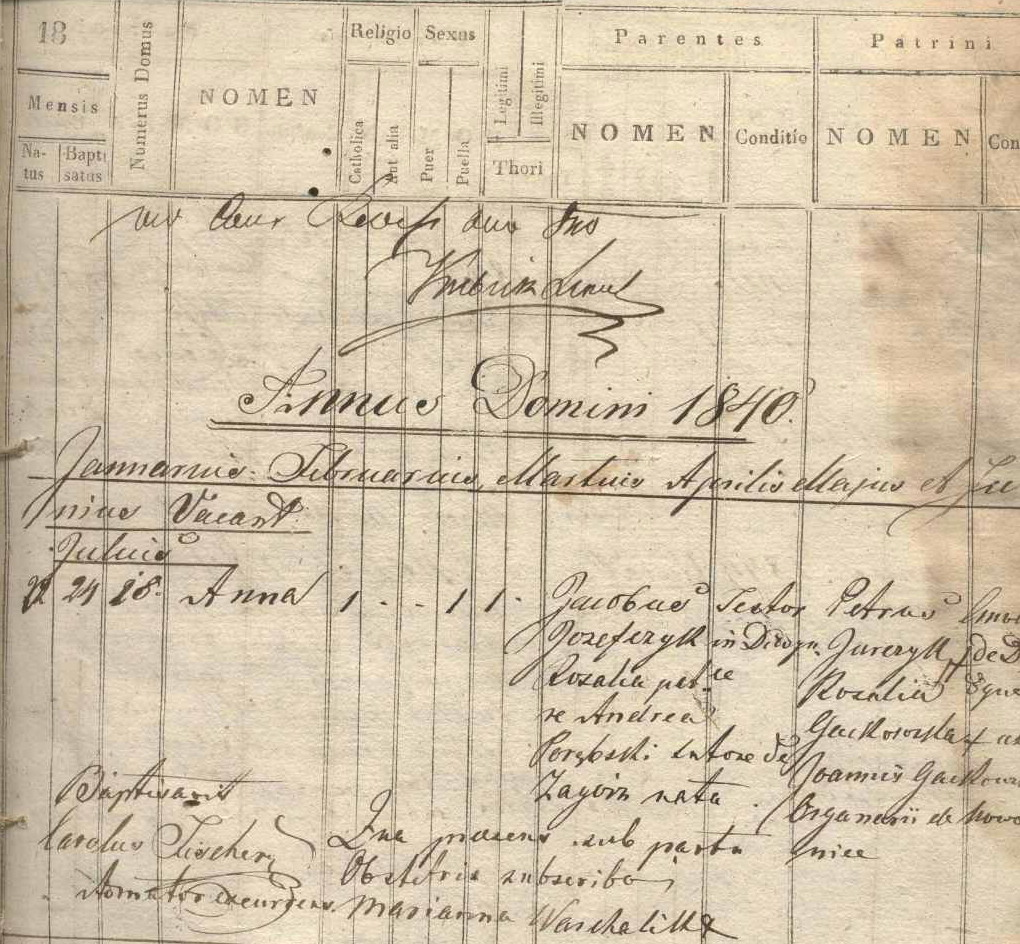
Liber Natorum, przykład zapisu narodzin dziecka zamieszczony w księdze parafialnej Kościoła rzymskokatolickiego. Forma tabelaryczna stosowana w Galicji

Pod koniec XVIII w. w Europie stopniowo zaczęto wprowadzać państwową rejestrację stanu cywilnego. Początkowo państwo korzystało z rejestracji kościelnej: proboszczowie byli urzędnikami stanu cywilnego. Z czasem powstały osobne, znane współcześnie urzędy stanu cywilnego. W Polsce proces ten przebiegał w różnym czasie dla poszczególnych zaborów.
W zaborze austriackim od 1782 r., według przepisów państwowych, księgi metrykalne prowadziły parafie katolickie, odrębnie dla każdej wsi w swoim obrębie. Początkowo obejmowano nimi także pozostałe wyznania religijne, dopiero po kilku latach powstała osobna rejestracja wyznaniowa ewangelicka i mojżeszowa (patrz niżej). Wówczas w przypadku małżeństw międzywyznaniowych (o ile w ogóle były dopuszczalne) rejestrowano je w księgach wyznaniowych właściwych dla każdego ze współmałżonków.
W zaborze pruskim rejestrację wyznaniową wykorzystywano w celach świeckich od 1794 r. Współpraca wynikająca z przepisów państwowych polegała na obowiązku sporządzania przez proboszczów duplikatów ksiąg wyznaniowych i ich przekazywania do właściwych sądów. W 1874 r. pojawiły się osobne urzędy stanu cywilnego, a prowadzenie ksiąg metrykalnych powróciło do wyłącznie wyznaniowych celów i odpowiednich kanonicznych regulacji prawnych.

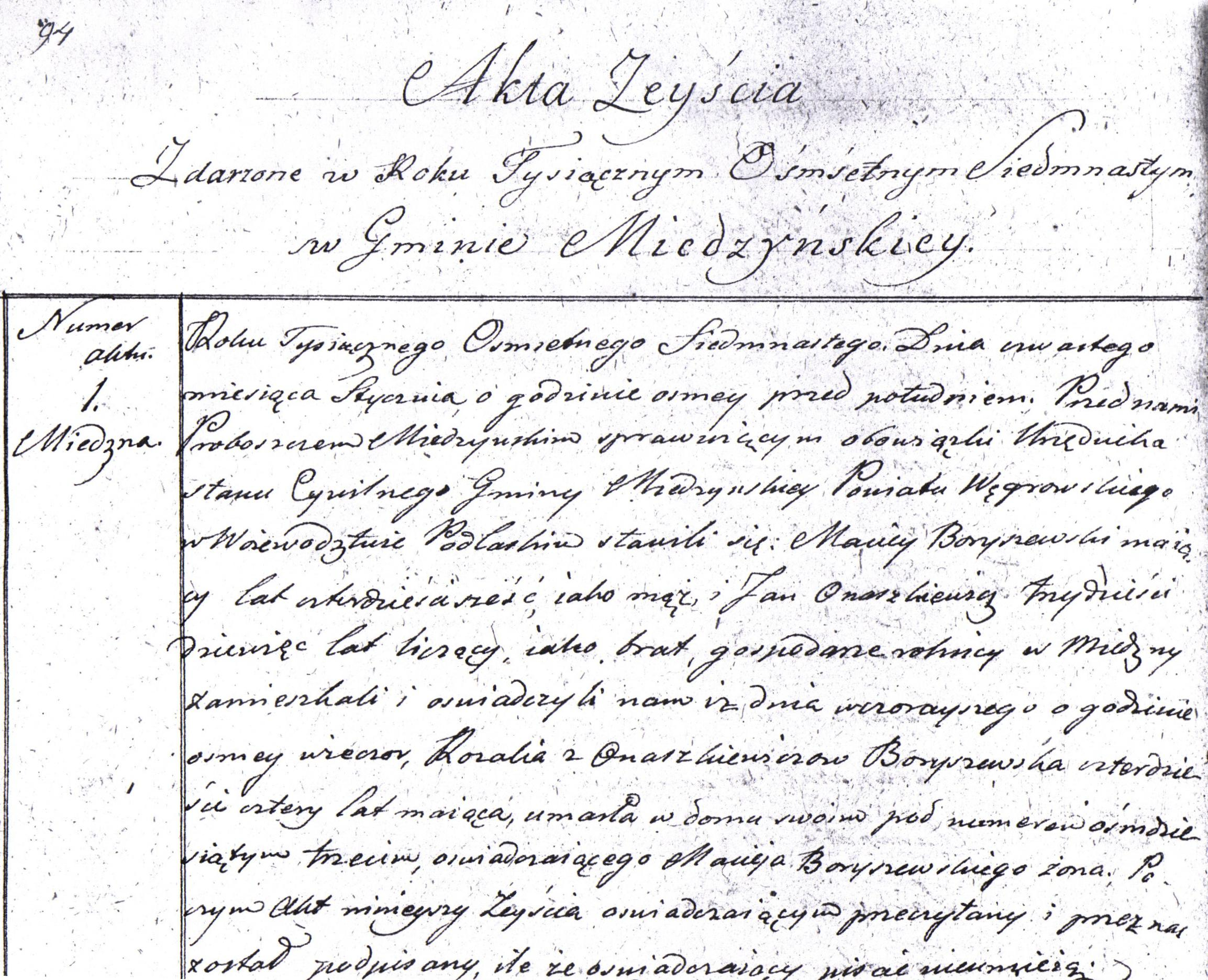
Akt zgonu, sporządzony w 1817 roku w zaborze rosyjskim przez proboszcza pełniącego obowiązki urzędnika stanu cywilnego

W zaborze rosyjskim pierwotnie powstała odrębna rejestracja państwowa. Stało się to na mocy napoleońskiego kodeksu cywilnego w Księstwie Warszawskim (1808), ale po jego wcieleniu do Królestwa Polskiego (1815) utrzymywano przepisy dotyczące takiej rejestracji. Na ich mocy każdą księgę sporządzano w dwóch egzemplarzach. W praktyce, jeszcze za Księstwa zamiast świeckich urzędów rejestrację prowadzili katoliccy proboszczowie. W 1825 r. osobną rejestrację ostatecznie zarzucono, a proboszczowie stali się zarazem urzędnikami stanu cywilnego. Na ziemiach podlegających bezpośrednio Cesarstwu istniała wyłącznie rejestracja wyznaniowa. Wszędzie natomiast od 1825 r. wprowadzono obowiązek sporządzania duplikatu, który trafiał do archiwum hipotecznego sądu powiatowego (współcześnie duplikaty te znajdują się w urzędach stanu cywilnego, a po upływie 100 lat od ich wytworzenia przekazywane są do archiwów państwowych). Rozwody (cywilne) rejestrowali prezydenci miast lub burmistrzowie.
Od 1917 r. na mocy Kodeksu prawa kanonicznego, oprócz oryginalnej księgi parafie zobowiązane zostały do prowadzenia duplikatu księgi, który corocznie musi być przekazywany do archiwum kościelnego. Obecnie obowiązek ten nie istnieje.
Instrukcja wypełniania Liber Natorum dla Kościoła rzymskokatolickiego, Galicja 1782

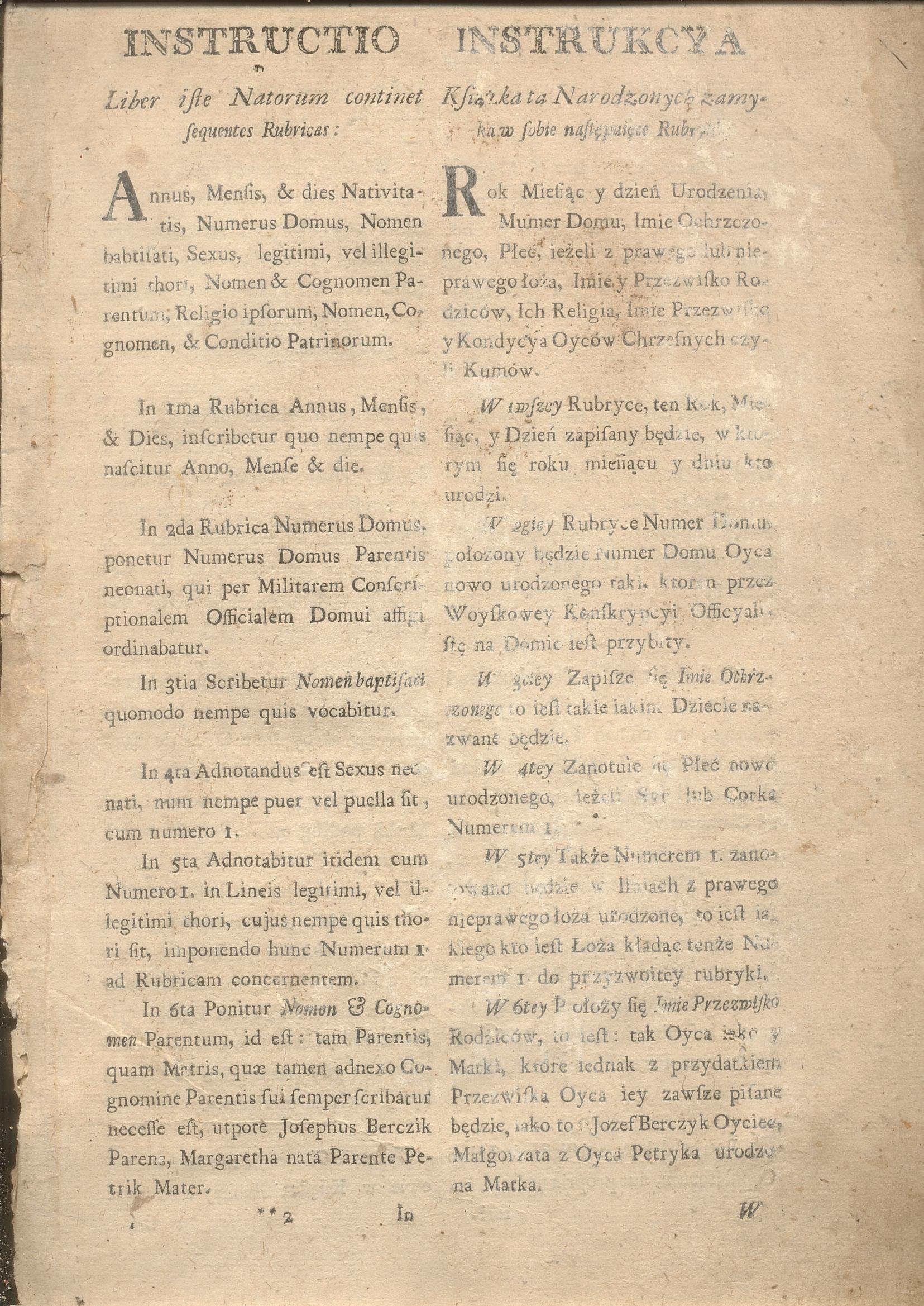
str.1
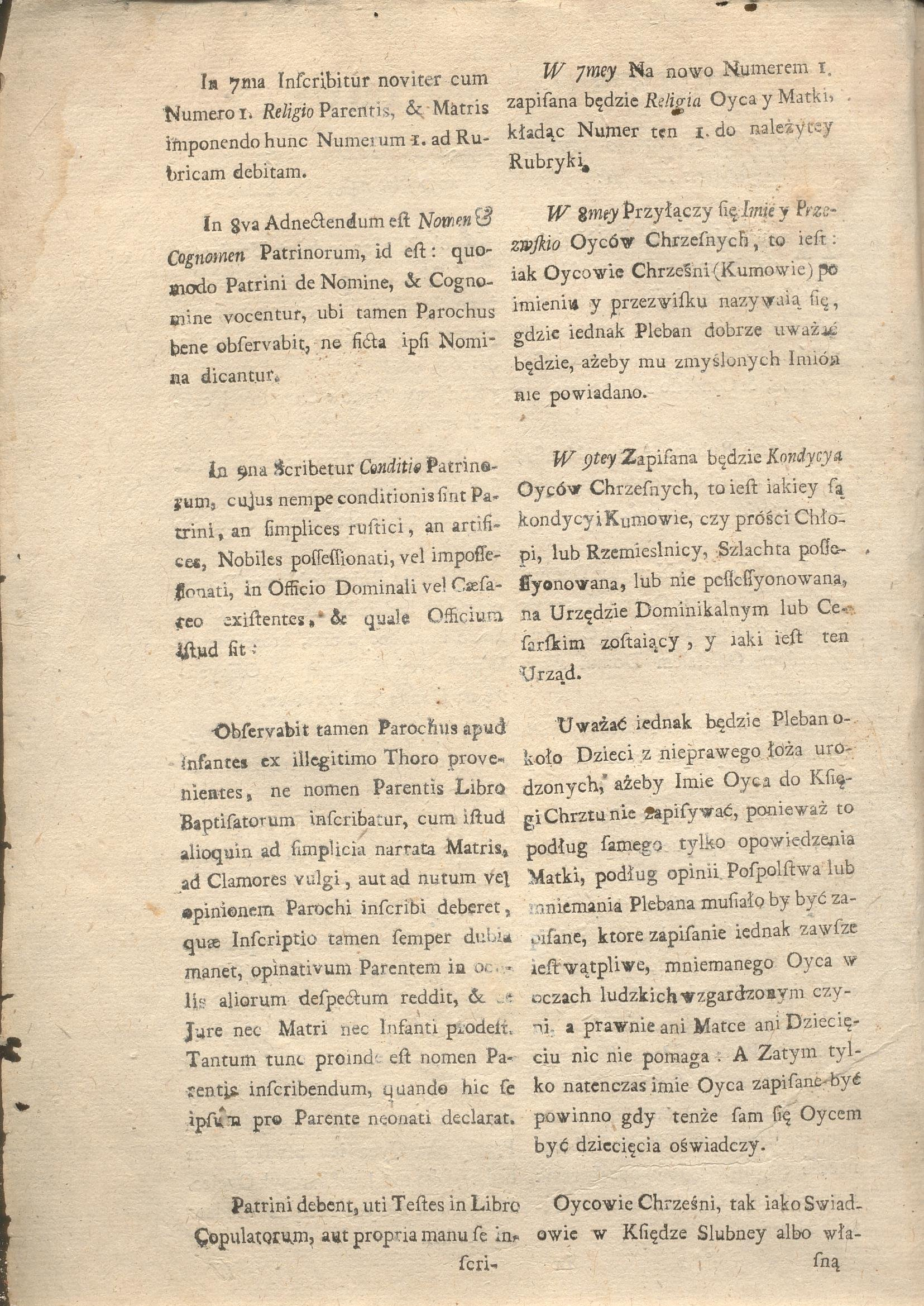
str.2
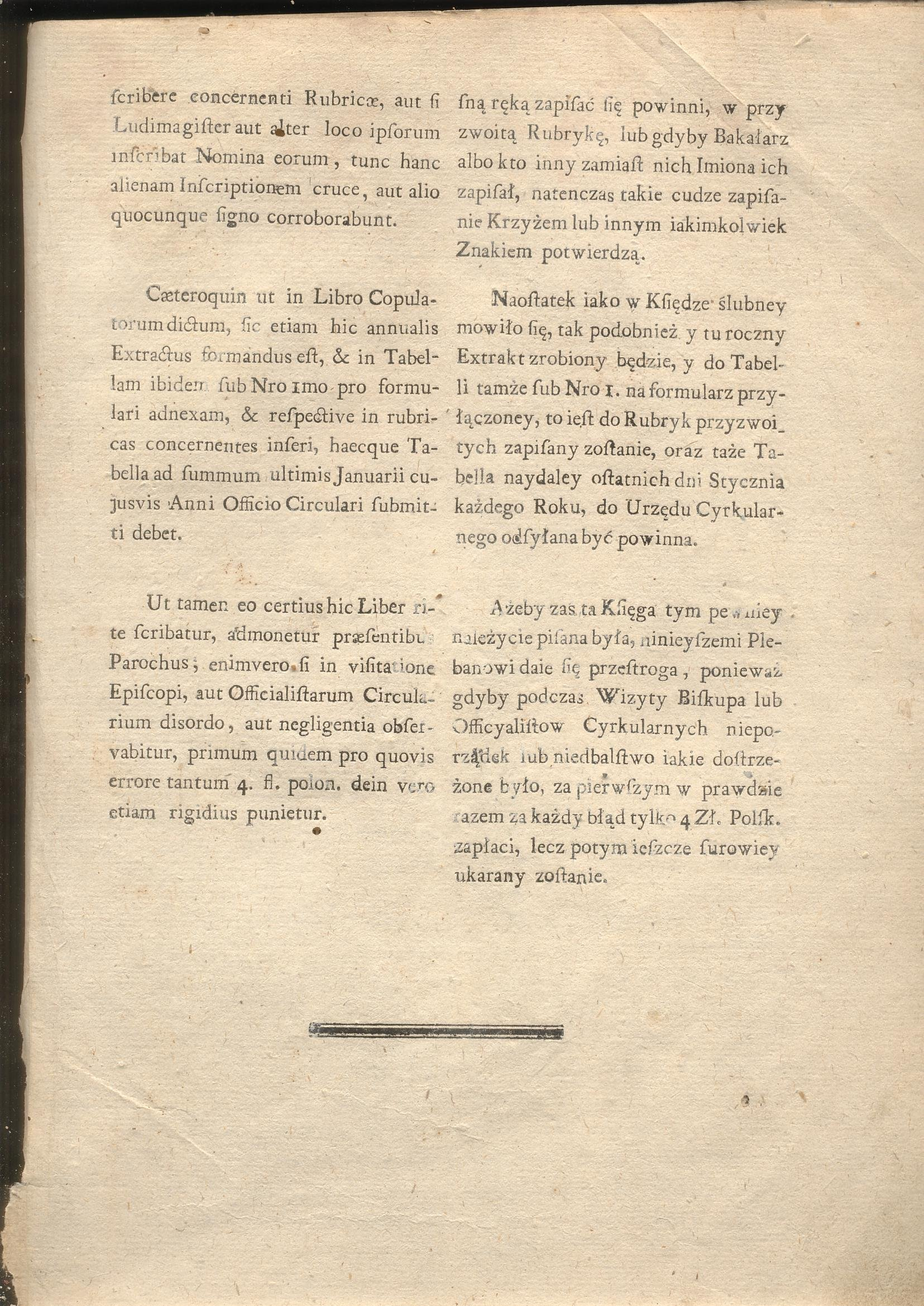
str.3

## Kościół greckokatolicki
Odrębność Kościoła greckokatolickiego od Cerkwi prawosławnej zaczyna się od unii brzeskiej z 1596 r.
U okresie I Rzeczpospolitej księgi metrykalne unitów były prowadzone w języku polskim, natomiast prawosławnych w białoruskim języku.
W zaborze austriackim od 1782 r. parafie greckokatolickie, podobnie jak rzymskokatolickie, były zobowiązane do prowadzenia ksiąg metrykalnych celem świeckiej rejestracji stanu cywilnego, osobno dla każdej miejscowości wchodzącej w skład parafii.
W zaborze rosyjskim duchowni grecko-katoliccy w 1825 r. zostali urzędnikami stanu cywilnego, prowadzącymi własne księgi o podwójnym wyznaniowo-urzędowym charakterze. W roku 1839 w Cesarstwie Rosyjskim, a w 1875 w Królestwie Polskim, skasowano wyznanie greckokatolickie. Dawne jego parafie przekształcono w prawosławne.

## Wyznania ewangelickie
Parafie i zbory ewangelickie na ziemiach polskich powstawały od I poł. XVI w.
W zaborze austriackim ewangelickie księgi metrykalne, podobnie jak dla innych wyznań, prócz rejestracji wyznaniowej prowadzone były celem świeckiej rejestracji stanu cywilnego. Jednakże początkowo zdarzenia rejestrowano w księgach katolickich (od 1782 r.), dopiero od 1784 r. zaczęto zakładać osobne księgi ewangelickie.
W zaborze pruskim od 1794 r. parafie (także ewangelickie) musiały sporządzać duplikaty własnych ksiąg metrykalnych i przekazywać je do właściwego sądu. Obowiązek ten zniesiono wraz z powstaniem państwowych urzędów stanu cywilnego w 1874 r.

## Gminy żydowskie
Gminy żydowskie początkowo nie prowadziły własnej rejestracji zdarzeń czy stanu cywilnego. Osobna rejestracja została wprowadzona na mocy przepisów państwowych za czasów zaborów.
W zaborze austriackim mojżeszowe księgi metrykalne, prowadzone przez samych Żydów, wprowadzono w 1789 r., przy czym wcześniej (od 1782 r.) rejestrację dla ludności żydowskiej prowadziły parafie katolickie.
W zaborze pruskim od 1794 r. rejestrację ludności żydowskiej — odrębną od katolickiej czy ewangelickiej, które miały własne księgi — prowadziły magistraty (urzędy miejskie), od 1812 r. – władze policyjne dla mieszkańców miast lub landrat (starosta powiatu), a od 1847 r. – sąd powiatowy. W 1874 r. wprowadzono wspólne, państwowe urzędy stanu cywilnego.
W zaborze rosyjskim rejestrację ludności żydowskiej wprowadzono od roku 1825 (prowadzili ją burmistrzowie lub zastępujący ich urzędnicy). Od 1830 r. mojżeszowe księgi metrykalne prowadzą rabini.

## Język
Od chwili wprowadzenia ksiąg metrykalnych w Kościele katolickim prowadzi się je w języku łacińskim. Księgi kościołów protestanckich z reguły prowadzono w języku narodowym.
W zaborze austriackim księgi rzymskokatolickie i greckokatolickie, które od 1782 r. parafie musiały prowadzić na rzecz państwa, zapisywano w łacinie. Księgi ewangelickie z reguły były uzupełniane po niemiecku. Księgi mojżeszowe zapisywano w językach niemieckim i polskim.
W zaborze rosyjskim księgi metrykalne (dla każdego z wyznań) prowadzone były w języku polskim, a w wyniku ograniczenia autonomii Królestwa Polskiego od 1868 r. wyłącznie w języku rosyjskim. W okresie pierwszej wojny światowej w księgach metrykalnych ziem wyzwalanych spod zaboru rosyjskiego pojawia się z powrotem w użyciu język polski.

## Zawartość
W kościele rzymskokatolickim w XVI i XVII w. najczęściej wpisywano tylko datę chrztu, bez daty urodzenia. Począwszy od XVIII w. zaczęto wpisywać również datę narodzin, a w księgach zgonów pojawiała się albo data pogrzebu, albo śmierci (niestety, najczęściej bez wskazania, która to z nich). Dodatkowo wpisywano także numer domu, w którym mieszkała zmarła lub urodzona osoba. Rozpowszechnił się też zwyczaj wpisywania choroby będącej przyczyną śmierci, a także wieku zmarłych i zaślubionych, później także wieku osób zgłaszających zgon lub narodziny oraz będących świadkami ślubu.

## Forma

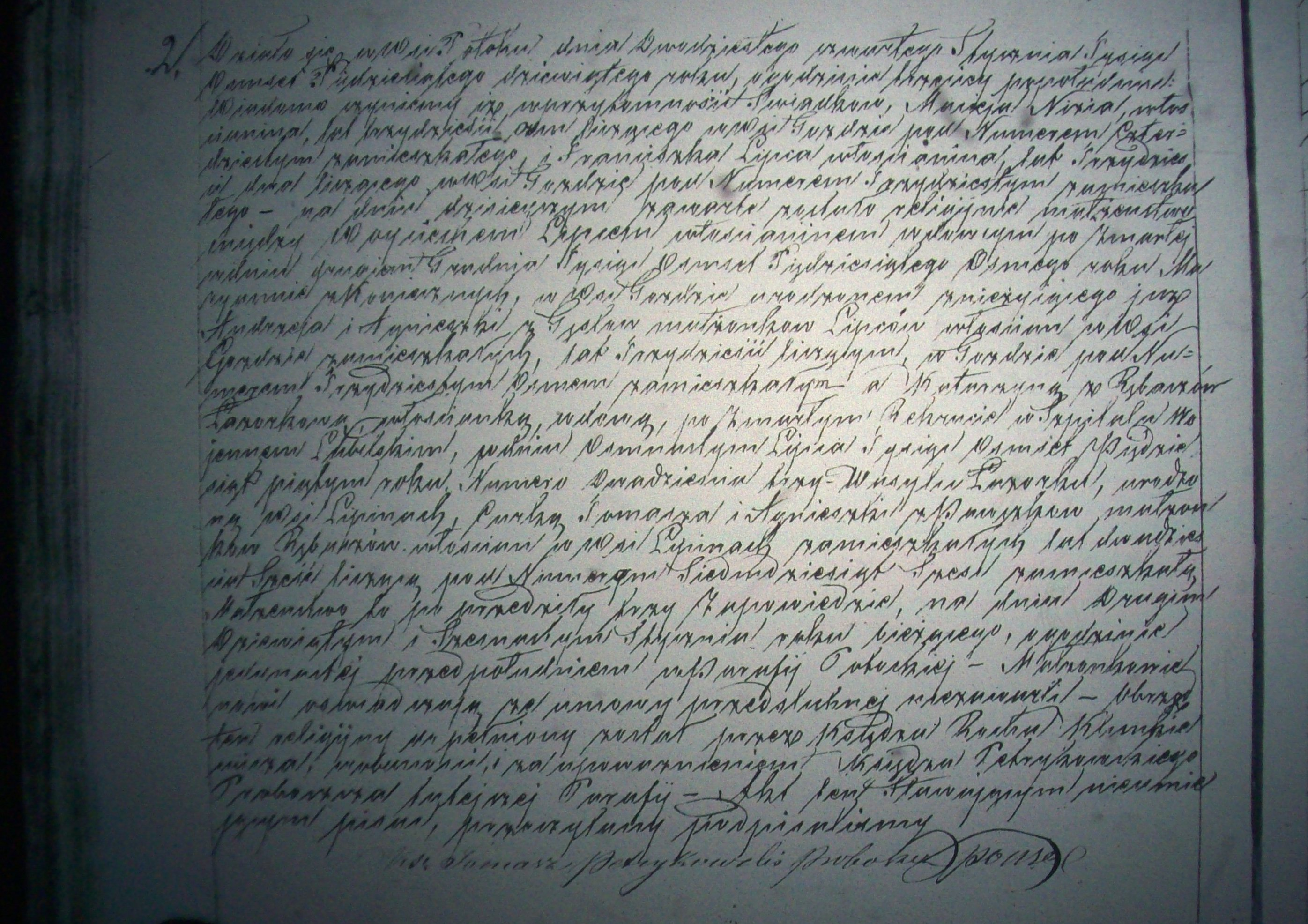
Liber Matrimonium, opis narracyjny – przykład zapisu aktu zawarcia małżeństwa w księdze parafialnej kościoła rzymskokatolickiego. Forma opisowa stosowana na terenie zaboru rosyjskiego przed r. 1864, tj. przed wprowadzeniem języka rosyjskiego

W księgach metrykalnych spotyka się dwie formy zapisu danych: narracyjną i tabelaryczną.

## Miejsce przechowywania
Kościelne księgi metrykalne co do zasady przechowywane są wieczyście w kancelarii parafii, która je wytworzyła (unikaty). Dawniej prowadzono jedną księgę dla całej parafii, z czasem zakładano księgę dla każdej miejscowości z osobna. W razie utworzenia nowej parafii lub zmiany przynależności miejscowości do parafii, księgi metrykalne z nią związane powinny być przekazane do nowej parafii – jednakże nie zawsze tak się działo, z różnych przyczyn.
Duplikat każdej księgi przekazywany jest do archiwum kościelnego. Trafiają tam także niektóre cenniejsze lub dawniejsze unikaty.
Parafie nie mają obecnie obowiązku przekazywania ksiąg metrykalnych do archiwów państwowych, ale z różnych przyczyn księgi takie trafiały do tych (a nie kościelnych) archiwów. Dotyczy to przede wszystkim duplikatów sporządzanych na podstawie przepisów państwowych (głównie w XIX w.), a także ksiąg z terenów dawnej II RP, które przechowywane są w tzw. archiwum zabużańskim albo w Archiwum Głównym Akt Dawnych. Do archiwów państwowych unikaty (oryginały) trafiają bardzo rzadko.

## Zasady udostępniania
W archiwach (państwowych, kościelnych) księgi metrykalne udostępniane są w postaci mikrofilmów (które w przeszłości wykonali mormoni), a w razie ich braku – w postaci oryginałów, o ile pozwala na to fizyczny stan ich zachowania. Archiwa państwowe nie dysponują księgami metrykalnymi, od których zamknięcia nie upłynęło jeszcze 100 lat. Księgi te znajdują się we właściwych terytorialnie urzędach stanu cywilnego, gdzie ze względu na ochronę danych osobowych nie udostępnia się ich do osobistego wglądu (osoby uprawnione mogą jednak uzyskać odpis). Reprodukowanie (wykonywanie zdjęć, filmów, kserokopii) ksiąg w archiwach państwowych jest możliwe pod pewnymi warunkami. Możliwe jest również zamówienie kserokopii lub zdjęcia cyfrowego, przygotowanych przez samo archiwum.
W ostatnich latach podejmowanych jest szereg inicjatyw mających na celu digitalizację i udostępnienie za pośrednictwem Internetu elektronicznej kopii aktów metrykalnych. Projekt prowadzony przez Naczelną Dyrekcję Archiwów Państwowych polega na skatalogowaniu, digitalizacji i udostępnianiu akt umieszczanych następnie na witrynie szukajwarchiwach.pl. Część zasobów znajdujących się w gestii Archiwów zostało na mocy dwustronnych umów pomiędzy poszczególnymi archiwami oraz Polskim Towarzystwem Genealogicznym udostępniono w serwisie metryki.genealodzy.pl. Również szereg przedsięwzięć lokalnych doprowadziło do udostępnienia na wielu różnych witrynach internetowych aktów metrykalnych obejmujących najczęściej jedną lub kilka parafii.